# 中山路 (长沙市)
中山路位于中國长沙市开福区和芙蓉区交界处，东起八一路与芙蓉路交界处，西至湘江中路，是长沙市最早的一条现代化能通行汽车的道路，全长约1500米，道路宽约10米。为纪念孙中山先生而得名，20世纪80年代初起至90年代末，中山路曾是长沙市最为繁华的地段，亦为当时长沙市的商业中心。后因黄兴南路步行商业街的兴起，中山路商圈逐渐衰落，遂逐渐脱离了潮流的舞台。

## 历史
1930年2月，开始修建此路，定名“中山路”。
1930年7月，中山路完工。
2006年4月18日，长沙市中山路黄兴路至建湘路口段，由西往东单行。
2012年4月10日，中山路恢复机动车双向行驶。

## 道路分段
如今的长沙市中山路大致可分为三段：东段、中段、西段。

### 东段
东起建湘路八一路口，西至中山路与蔡锷路交界处。由东往西行驶的车道属开福区管辖，由西向东行驶的车道属芙蓉区管辖。

### 中段
东起中山路与蔡锷路交界处，西至中山亭转盘处。由东往西行驶的车道属开福区管辖，由西向东行驶的车道属芙蓉区管辖。

### 西段
东起中山亭转盘处，西至湘江中路口。全段属开福区管辖。

## 交通

### 公交车
全路段有1路、2路、112路、203路、501路、901路经过。

### 地铁
在西段中山亭转盘沿黄兴路往北即为长沙地铁五一广场站。

## 商业
湖南第一家肯德基选址中山路、湖南第一家中外合资海鲜酒楼开在中山路，罗莎蛋糕、麦香等品牌饼店亦齐聚中山路，故其在二十世纪八九十年代，中山路附近为当时长沙最繁华的商业区，商业销售额可达全市区总额的40%，可与现黄兴南路步行商业街媲美。
此外，当时最顶尖的中山路百货大楼，又一村酒家，银宫电影院，红色影院，湘江宾馆等现都因各种原因已不复存在，取而代之的是沿街的各类大小商铺，在东段亦与相连的宝南街组成手机市场街。